# Thailand Juniors 2019
Das Thailand Juniors 2019 fand als bedeutendstes internationales Nachwuchsturnier von Thailand im Badminton vom 23. bis zum 28. April 2019 in Bangkok statt.

## Sieger und Platzierte
| Disziplin    | Gold                                    | Silber                 | Bronze                                  |
| ------------ | --------------------------------------- | ---------------------- | --------------------------------------- |
| Herreneinzel | Kunlavut Vitidsarn                      | Bobby Setiabudi        | Riku Hatano                             |
| Herreneinzel | Kunlavut Vitidsarn                      | Bobby Setiabudi        | Meiraba Luwang                          |
| Dameneinzel  | Phittayaporn Chaiwan                    | Zhou Meng              | Benyapa Aimsaard                        |
| Dameneinzel  | Phittayaporn Chaiwan                    | Zhou Meng              | Lee So-yul                              |
| Herrendoppel | Dai Enyi Feng Yanzhe                    | Di Zijian Wang Chang   | Thanawin Madee Ratchapol Makkasasithorn |
| Herrendoppel | Dai Enyi Feng Yanzhe                    | Di Zijian Wang Chang   | Zeng Weihan Zheng Xunjin                |
| Damendoppel  | Li Yijing Luo Xumin                     | Kim A-young Lee Eun-ji | Kaho Osawa Hinata Suzuki                |
| Damendoppel  | Li Yijing Luo Xumin                     | Kim A-young Lee Eun-ji | Lin Fangling Zhou Xinru                 |
| Mixed        | Kunlavut Vitidsarn Phittayaporn Chaiwan | Di Zijian Li Yijing    | Feng Yanzhe Lin Fangling                |
| Mixed        | Kunlavut Vitidsarn Phittayaporn Chaiwan | Di Zijian Li Yijing    | Yap Roy King Gan Jing Err               |